# Lydoceras stanleyana
Lydoceras stanleyana là một loài bọ cánh cứng trong họ Meloidae. Loài này được Duvivier miêu tả khoa học năm 1890.